# Panasivka, Liubar
Panasivka (în ucraineană Панасівка) este localitatea de reședință a comunei Panasivka din raionul Liubar, regiunea Jîtomîr, Ucraina.

## Demografie
Componența lingvistică a localității Panasivka
     Ucraineană (98,88%)
     Alte limbi (1,12%)
Conform recensământului din 2001, majoritatea populației localității Panasivka era vorbitoare de ucraineană (98,88%), existând în minoritate și vorbitori de alte limbi.